# Mariama Ndoye
Mariama Ndoye Mbengue (Rufisque, 1953) es una escritora senegalesa.

## Biografía y trayectoria
Mariama Ndoye nació en Rufisque en 1953. Su padre era médico nutricionista y su madre telefonista. Mbengue es el apellido de su marido.
Realizó estudios de letras hasta obtener el doctorado  con una tesis sobre la literatura oral lébous. Asimismo se diplomó en la Escuela del Louvre, es investigadora en el Instituto Fundamental de África Negra  (IFAN) y ejerció las funciones de conservadora en el Museo de Arte Africano de Dakar hasta 1986. Residió  durante quince años en Costa de Marfil  l y posteriormente se instaló Túnez.
Además de sus novelas y sus novelas cortas, Mariama Ndoye es también autora de algunos títulos de literatura infantil y juvenil, como La Leyenda de Rufisque.

## Obras
- De vous à moi, Paris, Présence Africaine, 1990, 96 p. ISBN 2-7087-0538-5 (nouvelles)
- Sur des chemins pavoisés, Abidjan, CEDA, 1993, 77 p.ISBN 2-86394-196-8 (novela)
- Parfums d'enfance, Abidjan, Les Nouvelles éditions ivoiriennes, 1995, 128 p. ISBN 2-910190-60-9 (nouvelles)
- Soukey, Abidjan, Les Nouvelles Éditions Ivoiriennes, 1999, 200 p. ISBN 2-911725-79-4 (roman) Prix Vincent de Paul Nyonda en 2000
- Comme du bon pain, Abidjan, Les Nouvelles Éditions Ivoiriennes, 2001, 190 p. ISBN 2-84487-136-4 (novela)